# مردم دلاک
مردم دلاک یکی از قومیت‌ها عمدتاً در غرب افغانستان هستند. کار اصلی دلاک‌ها کوتاه کردن موها، ختنه کردن، اجرای موسیقی در برخی از رویدادها مانند ازدواج و انجام برخی از جراحی‌های جزئی بوده‌است. دلاک‌ها بیشتر با ایماق‌ها، تاجیک‌ها و ازبک‌ها در ارتباط هستند و فرهنگ آن‌ها بسیار به فرهنگ سایر فارسی‌زبانان این کشور نزدیک است. درون‌همسری در میان دلاک‌ها رایج است و ازدواج با سایر اقوام به ندرت پیش می‌آید. دلاک‌ها مسلمان سنی و دارای باورهای مردمی خاصی هستند.
دلاک‌ها بیشتر در هرات، به‌ویژه در منطقه کورت و در چشت شریف و سایر شهرهای غرب افغانستان زندگی می‌کنند. دربارهٔ اصالت دلاک‌ها اطلاعات چندانی وجود ندارد اما به نظر با جت‌ها در ارتباط هستند اما برخلاف آن‌ها که زندگی عشایری دارند، دلاک‌ها یک جامعه یکجانشین و شهری هستند. امروزه ادعاهایی وجود دارد که دلاک‌ها از نوادگان سلمان فارسی، یکی از اصحاب پیامبر، هستند و بنابراین آن‌ها «سلمان» نام‌گذاری شده‌اند.
در ماه‌های تابستان، دلاک‌ها از شهرهای خود خارج شده و از دهکده‌های مختلف دیدن می‌کنند و در آنجا به ختنه، اجرای موسیقی، کوتاه کردن موها و گاهی کارهای کشاورزی می‌پردازند. در گذشته، آن‌ها در ازای خدماتشان غلات دریافت می‌کردند، اما اکنون بیشتر به آن‌ها پول نقد پرداخت می‌شود.